# Marécage

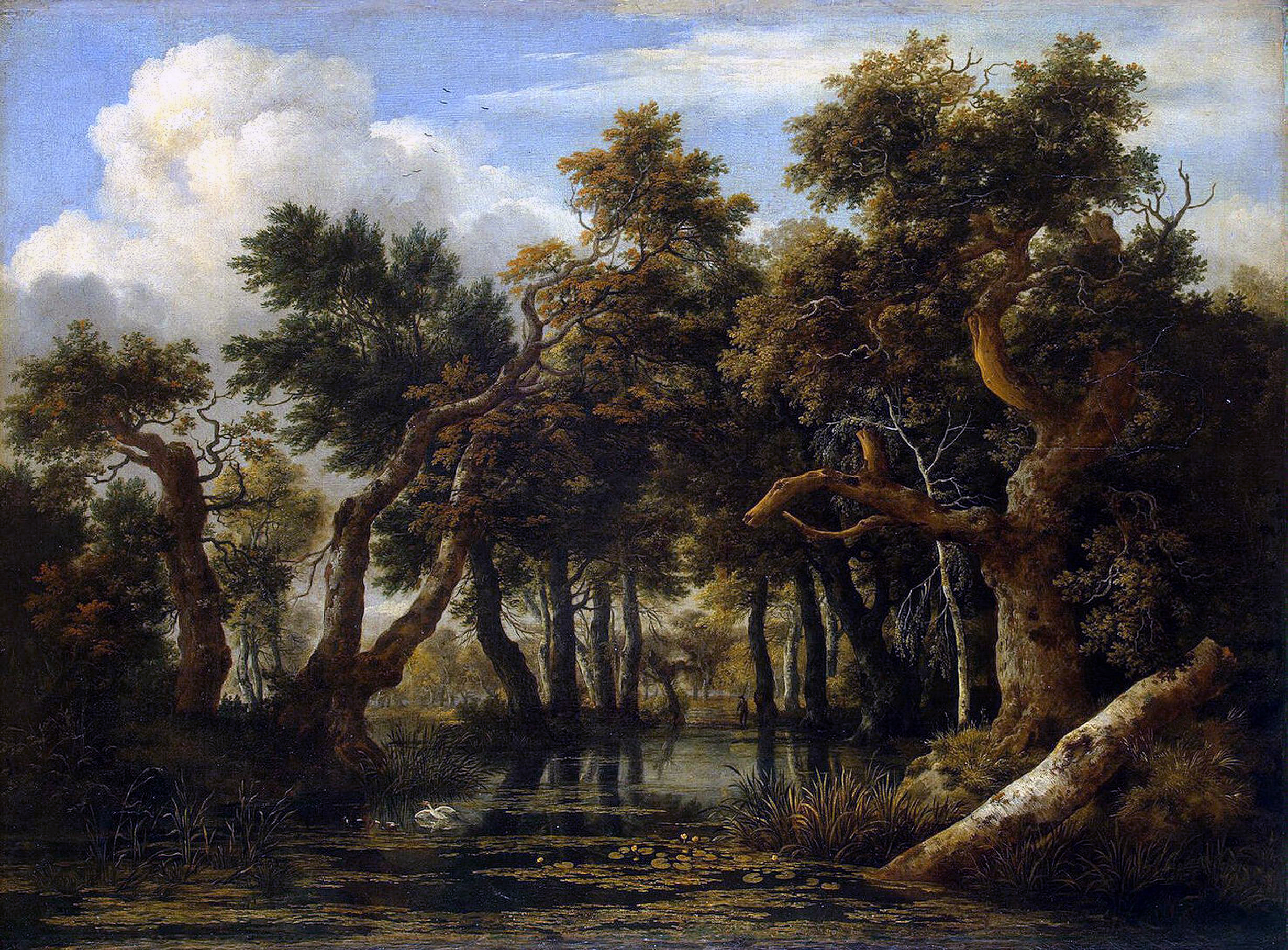
Marécage boisé, Jacob van Ruisdael, musée de l'Ermitage, XVIIe siècle

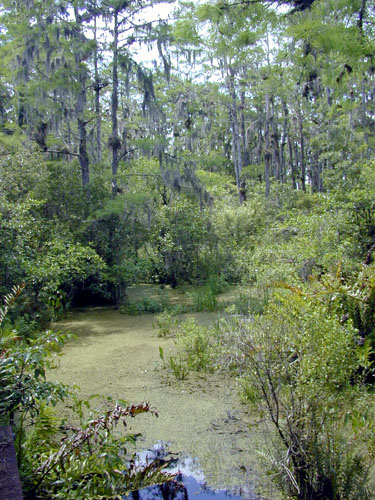
Un marécage d'eau douce en Floride, aux États-Unis d'Amérique.

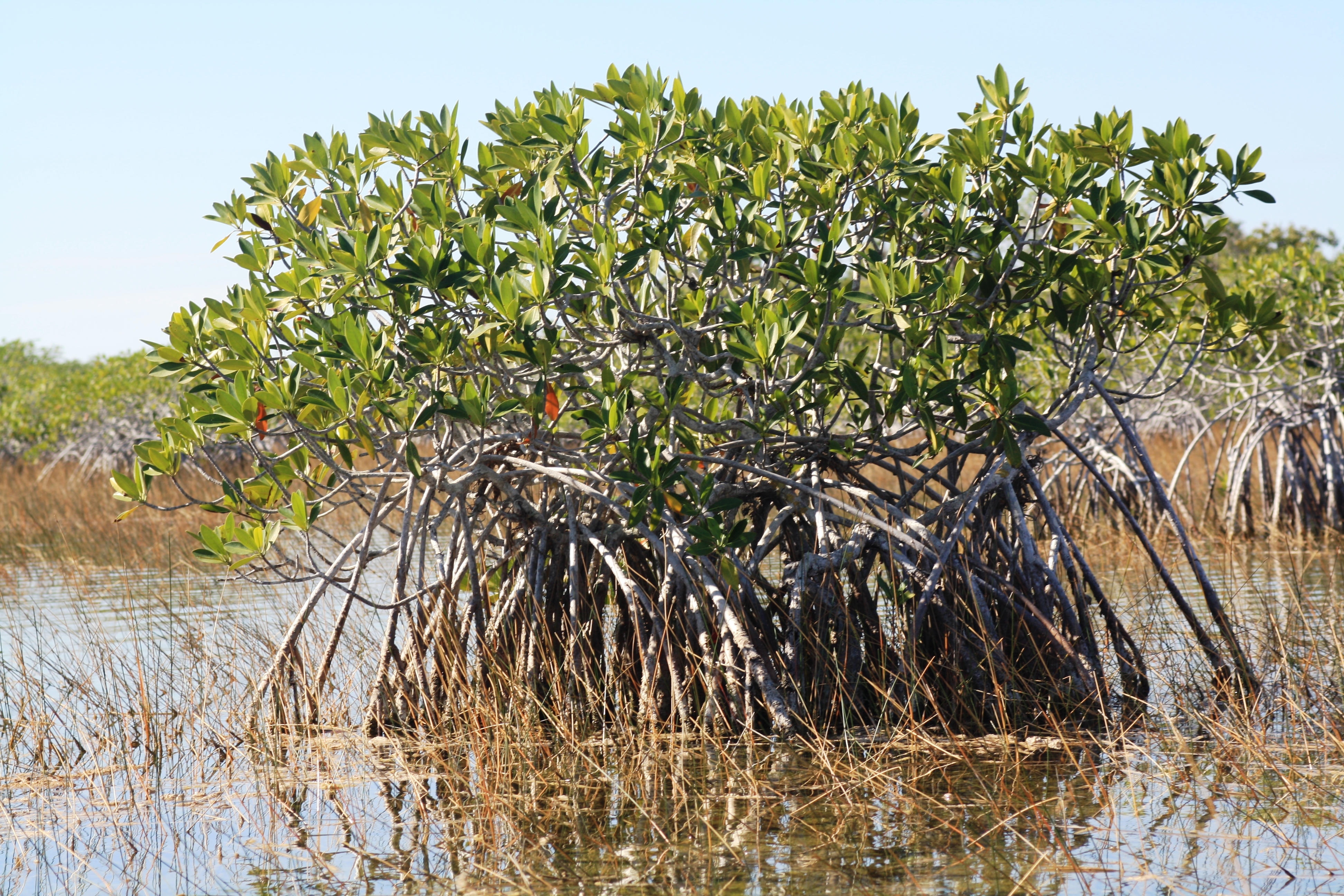
Rhizophora mangle, Nine Mile Pond, Parc national des Everglades.

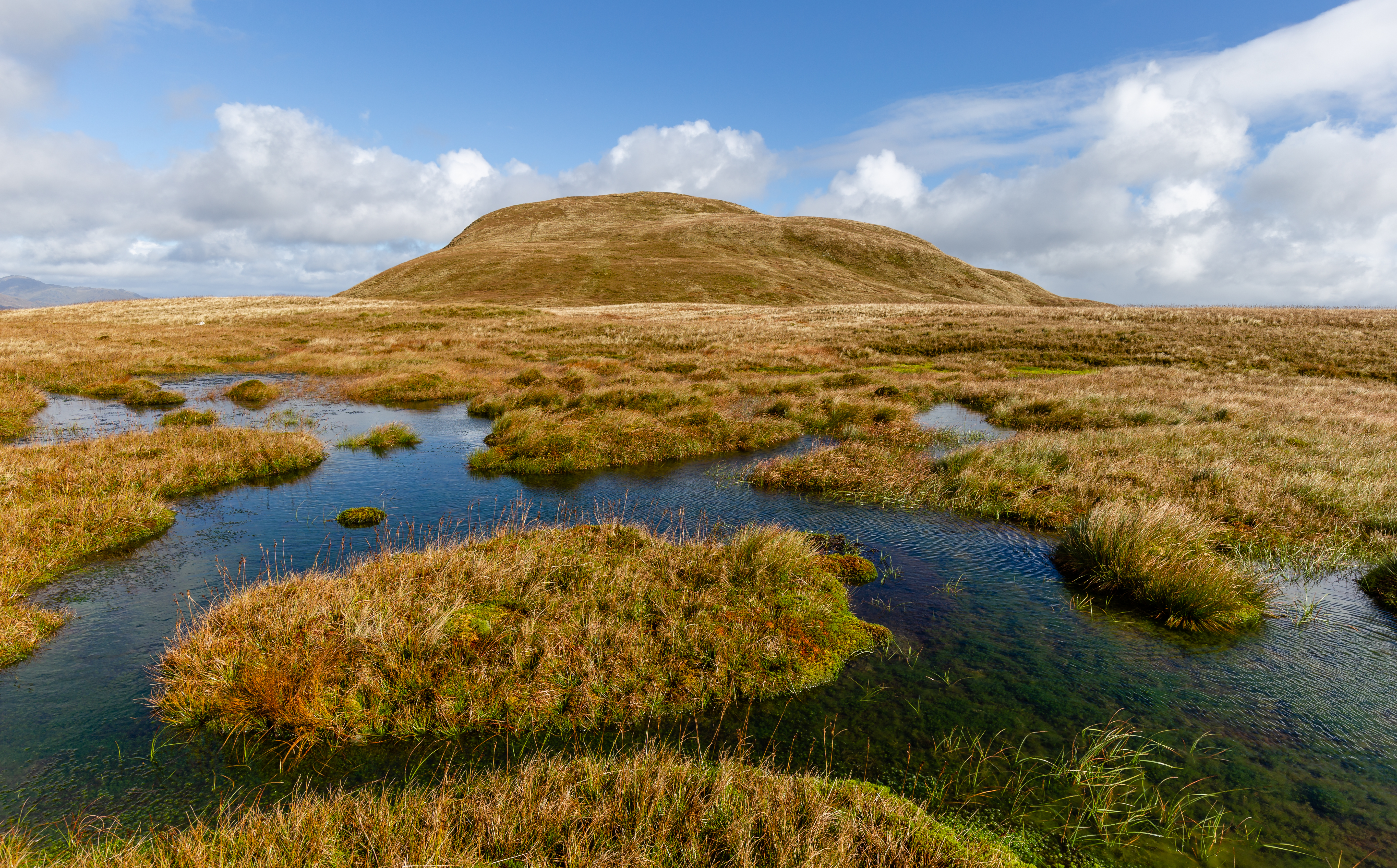
Un marécage dans les collines de Doune, Écosse. Septembre 2018.

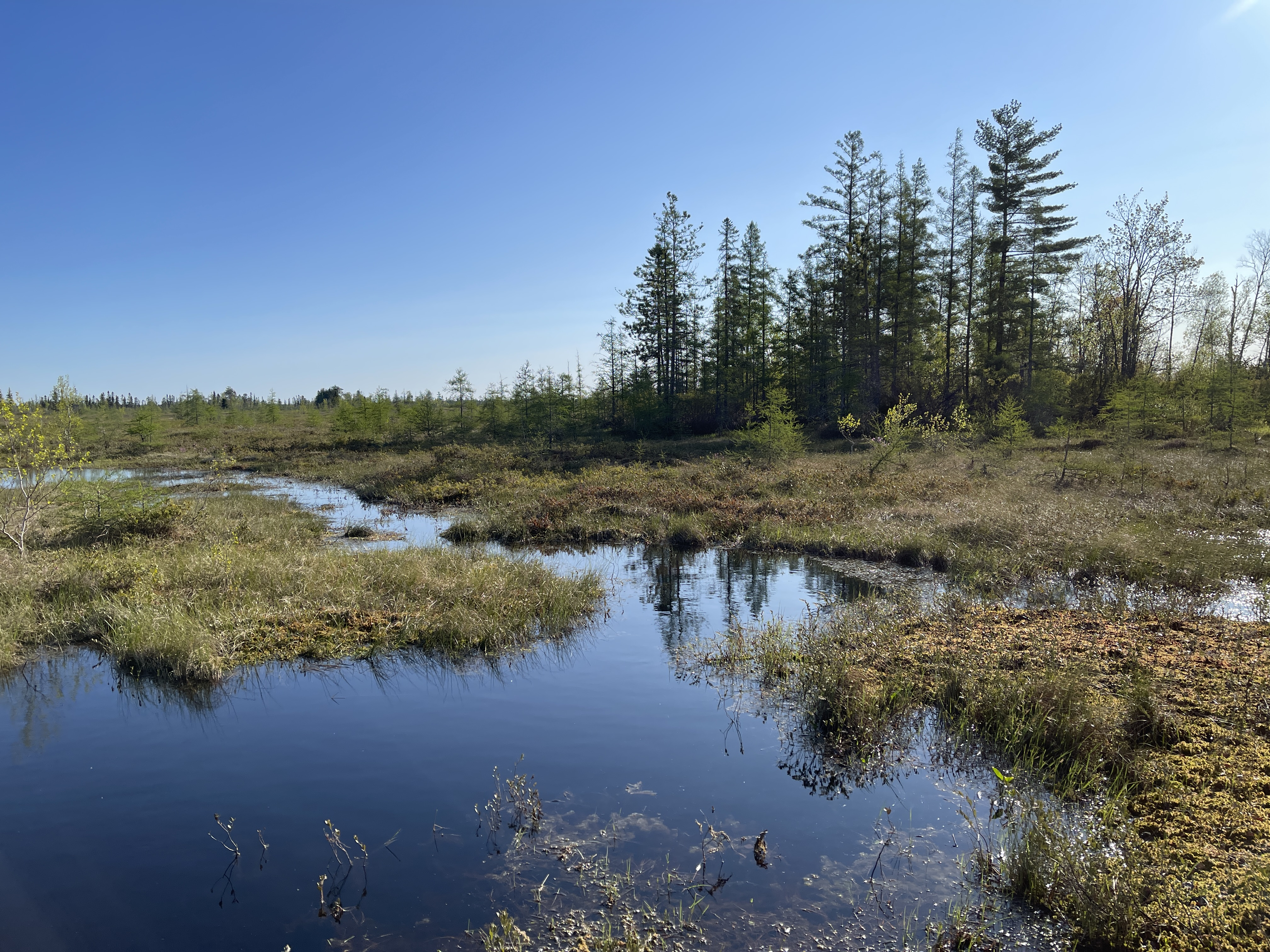
Plé de Saint-Narcisse (marécage),, Tourbière du Lac-à-la-Tortue, Québec, Canada

Un marécage est une étendue de terrain humide ayant un couvert arbustif sur une partie de sa superficie,. C'est donc une zone humide, arborée, à laquelle peuvent correspondre beaucoup d’écosystèmes, aussi variés que ripisylves, mangroves, bayous, plé ou plée, carrs, etc., ou des zones hygromorphes végétales remarquables telles que les aulnaies, saulaies, palétuveraies, hammocks, etc. L'eau d'un marécage peut être de l'eau douce, de l'eau saumâtre ou de l'eau de mer.
Certains des plus grands marécages se trouvent partout dans le monde, le long de grands fleuves tels que l'Amazone, le Mississippi et le Congo.
Dans les marécages, certains arbres ont quelquefois adapté leur système racinaire sous la forme de pneumatophores. De nombreux marécages se trouvent le long de grandes rivières où ils dépendent fortement des fluctuations naturelles du niveau de l'eau. D'autres marécages se trouvent sur les rives de grands lacs. Certains marécages ont des saillies de terres arides recouvertes de végétation aquatique, ou une végétation qui tolère des inondations périodiques ou une saturation du sol. Les vrais marécages sont de type forêt (Forêt alluviale) mais il en existe de type « transitoires, arbustifs », les marécages arbustifs (en).

## Définition

### Distinction marais/marécage
Le français est imprécis la plupart du temps sur la distinction marais/marécage, par ailleurs de même racine. Le marécage est « une terre dont le fond est humide et bourbeux comme le sont les marais ». Une zone humide donc. Littré ajoute en 1873, un terrain où il y a des marais. Le marécage hérite par ailleurs de la mauvaise réputation du marais de milieu malodorant. L'Organisation hydrographique internationale ne s'aventure pas plus loin. « Terrain bas, humide et bourbeux, parfois inondé où s’étendent des marais ». Le marais (palus, mare) dans le Littré est un « amas d'eau dormante, naturel ou artificiel ». Le dictionnaire Trevoux, vient un peu au secours en renseignant « Les saules, les peupliers, les aulnes viennent bien dans les marécages ». Le mot « inextricable » vient régulièrement renforcer « marécage » pour qualifier un endroit rendu difficilement accessible par la boue. Les traités de fortification traitent des avantages et désavantages de la situation marécageuse. Le Dictionnaire de l'Académie française de 1740 rapproche marécage de grenouillère, le lieu où vivent les grenouilles.
La définition que donne l'Office québécois de la langue française la fait approcher de la définition que donne l'anglais au mot swamp en Amérique du Nord, dont il est la traduction. « Le terme marécage renvoie à une étendue de terrain humide ayant un couvert arbustif sur une partie de sa superficie (ce qui n'exclut pas la présence d'un certain nombre d'arbres) et où s'étendent des marais ». Dans un marais, les arbres sont absents.

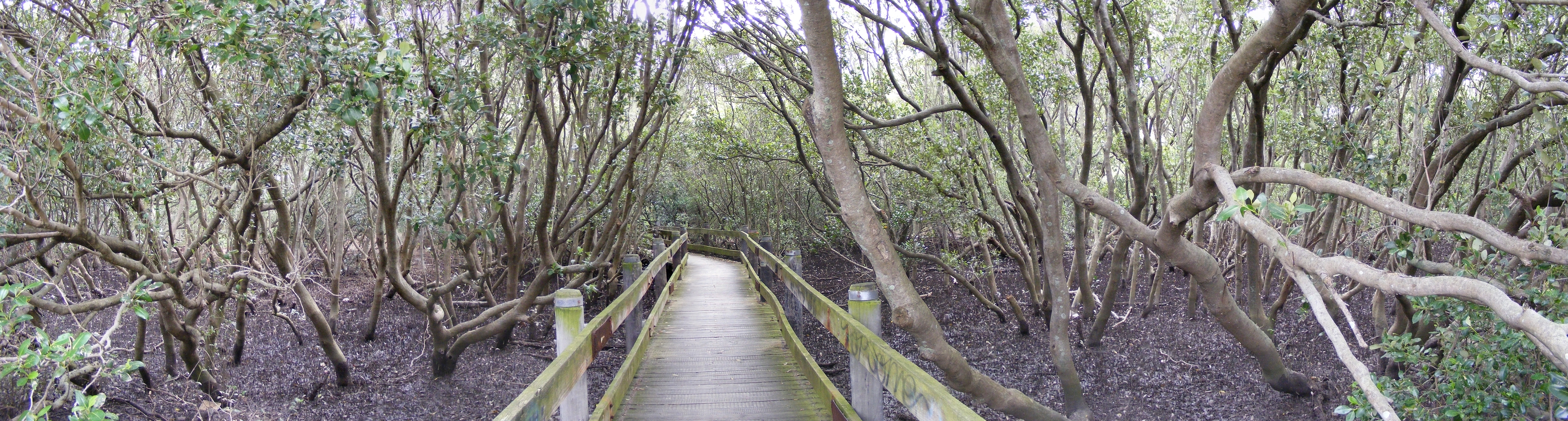
Un petit marécage à Padstow, Nouvelle-Galles du Sud, Australie.
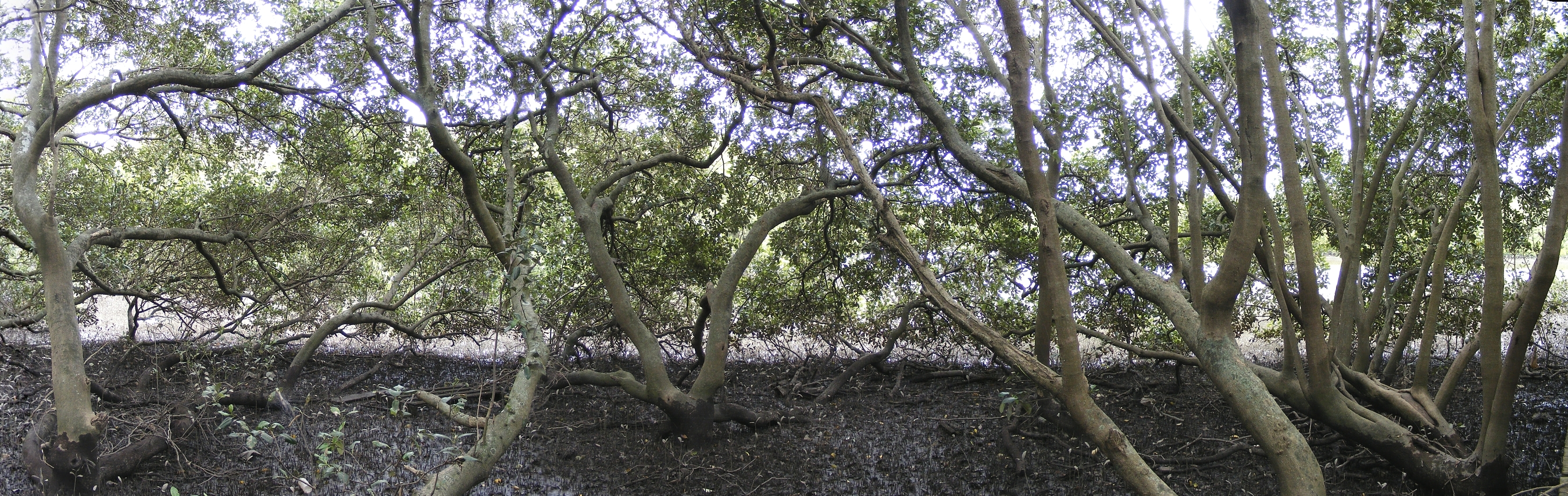
À l'intérieur d'une canopée de mangrove, Salt Pan Creek (en), Nouvelle-Galles du Sud.

En Europe tempérée, les terrains aquatiques ne sont propres qu'aux aulnes, aux peupliers et aux saules. Quelques autres espèces se plaisent « en terrain frais » ou seulement humide, mais les essences de chênes, d'ormes, de châtaigniers ne prospèrent que dans les terrains secs, composés de bonnes terres, ne retenant après les pluies que ce qu'il faut d'eau. Il en est de même de l'ordre des Pinales, les bois résineux qui ne réussissent dans les sols marécageux.

### Distinction avec d'autres termes
En anglais, bayous et mangroves peuvent être vus comme des cas particuliers de marécage. Par ailleurs, swamp se distingue de marais (marsh) :
- le bayou se définit d'abord comme une voie navigable relativement petite et paresseuse à travers les basses terres, ou swamps en anglais, généralement avec un courant lent, presque imperceptible. Dans le sud-est des États-Unis (Louisiane), les swamps sont par glissement aussi appelés « bayous » en anglais. En Louisiane, les swamp ou bayous sont souvent caractérisés par la présence de Cyprès chauve et de tupelo-gommiers (Nyssa sylvatica) et se produisent presque toujours dans les zones où l'eau douce est dominante[3].
- Mangrove est en français emprunté à l'anglais (anglicisme)[réf. nécessaire]. Mangrove en anglais désigne d'abord Rhizophora, en particulier Rhizophora mangle de la famille des Rhizophoraceae[16]. Par extension, mangrove désigne en français comme en anglais le biome où croissent ces arbres, dans les régions tropicales et subtropicales. En anglais le terme est donc polysémique désignant à la fois l'arbre, le lieu où il se développe, et par glissement toutes zones humides boisées côtières. Le français ne retient que les deux dernières significations, préférant pour la première le mot « palétuvier ». L'expression « mangrove swamp » se rapproche le plus de la définition française de mangrove, par ailleurs traduite en français par « marais à mangroves ».
- Marsh (marais) est en anglais une zone humide composée principalement d'herbes et de roseaux trouvés près des rives de lacs et de ruisseaux, servant de zone de transition entre les écosystèmes terrestres et aquatiques. Un swamp est une zone humide composée d'arbres et d'arbustes trouvés le long de grandes rivières et des lacs[17].
- Dans les écosystèmes boréaux du Canada, le mot swamp est couramment utilisé pour désigner ce que l'on appelle plus correctement une tourbière, (bog, fen, ou muskeg).
- Le français québécois préfère « marécage, plé ou plée[2],[1]». « Le terme marécage renvoie à une étendue de terrain humide ayant un couvert arbustif sur une partie de sa superficie (ce qui n'exclut pas la présence d'un certain nombre d'arbres) et où s'étendent des marais. » Dans un marais, les arbres sont absents[2]. Le français est imprécis la plupart du temps sur la distinction marais/marécage, par ailleurs de même racine. Dans le marécage « s’étendent des marais »[18].

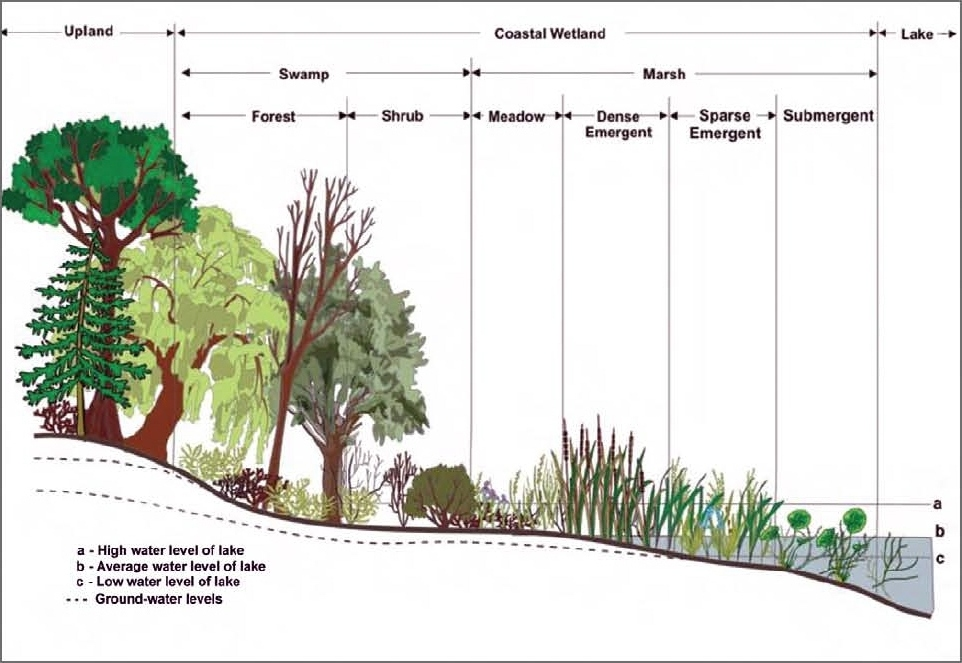
Profil du marais côtier typique d'un grand lac, du lac aux terres hautes, montrant les changements dans les communautés végétales liés à l'historique du niveau des lacs (d'après Environnement Canada, 2002),.

## Géomorphologie et hydrologie

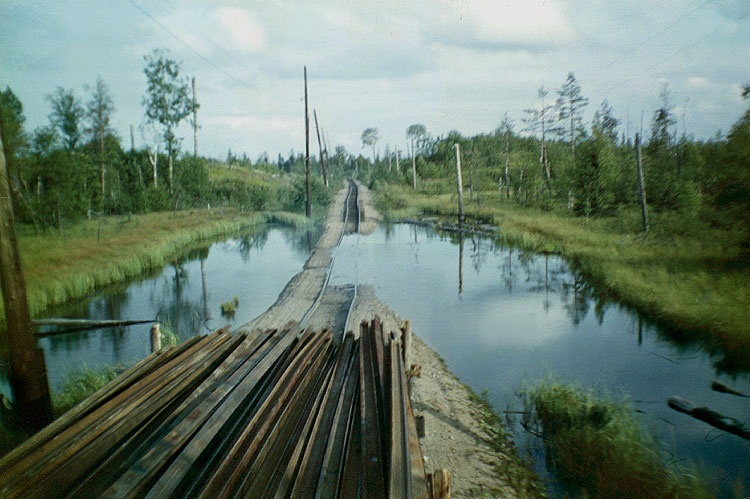
La déforestation massive provoque l'apparition de marécages. Chemin de fer forestier Belorucheiskaya (Russie) en 1977.

Les marais et marécages sont caractérisés par des eaux lentes menant à des eaux stagnantes. Nombreuses sont des rivières ou des lacs. Ce sont donc des zones à très faible relief topographique.

## Drainage
Historiquement, les humains ont drainé marécages et marais pour fournir des terres supplémentaires à l'agriculture et réduire les risques de maladies transmises par les insectes, dont le paludisme. De nombreux marécages ont également été soumis à une exploitation forestière intensive nécessitant la construction de fossés de drainage et de canaux. Ces fossés et canaux ont contribué au drainage et, le long de la côte, ont permis l’intrusion de l’eau salée, transformant certains marécages d'Amérique du Nord en marais ou même en eaux libres. De vastes zones de marécages ont donc été perdues ou dégradées. La Louisiane est un exemple classique de la perte de zones humides née de ces facteurs combinés. L'Europe a probablement perdu près de la moitié de ses zones humides. La Nouvelle-Zélande a perdu 90 % de ses zones humides en 150 ans.
Les états, les écologistes en premier, reconnaissent que les marécages fournissent des services écologiques précieux, notamment la lutte contre les inondations, la production de poisson, la purification de l'eau, le stockage du carbone et des habitats pour la faune. Dans de nombreuses régions du monde, les autorités protègent les marais et marécages. Dans certaines régions d'Europe et d'Amérique du Nord, les projets de restauration des marais et marécages (zones humides) se généralisent. Les étapes les plus simples pour restaurer les marécages consistent souvent à boucher les fossés de drainage et à enlever les digues.

## Valeur des terres, productivité et conservation.
Les marécages et autres zones humides ont traditionnellement une valeur foncière très faible par rapport aux champs, aux prairies et aux bois. Ils ont la réputation d'être des terres improductives difficiles à utiliser pour des activités humaines, à l'exception peut-être de la chasse et du piégeage. Les agriculteurs, par exemple, ont généralement asséché les marécages près de leurs champs afin de disposer de plus de terres utilisables pour la plantation de cultures.
De nombreuses sociétés au XXIe siècle prennent conscience que les marécages sont essentiels pour fournir de l'eau douce et de l'oxygène à toute vie et qu'ils constituent souvent un terrain fertile pour une vie très diversifiée. En effet, les marécages des plaines inondables jouent un rôle extrêmement important dans la production de poisson. Les agences environnementales gouvernementales (telles que l'Environmental Protection Agency américaine) prennent des mesures pour protéger et préserver les marécages et autres zones humides. En Europe, des efforts importants sont investis dans la restauration des forêts marécageuses situées le long des cours d'eau. Cependant, sur le plan juridique, une lacune qui persiste porte sur la taille du marécage : les petites surfaces ne sont guère protégées, ainsi qu'alerte le professeur Jean Untermaier.
Les écologistes travaillent pour préserver les marécages, comme ceux du nord-ouest de l'Indiana, dans le Midwest américain, qui ont été préservés dans le cadre du parc national des Indiana Dunes,,. Le problème des espèces envahissantes a également été mis en lumière, notamment dans des endroits tels que les Everglades.

## Swampset bayous d'Amérique du Nord
Le marécage d'Atchafalaya, situé à l'extrémité inférieure du fleuve Mississippi, est le plus grand marécage des États-Unis. C’est un exemple important de marécage de cyprès du sud mais il a été grandement modifié par l'exploitation forestière, le drainage et la construction de digues. Les autres forêts célèbres des États-Unis sont les parties boisées des Everglades, les marais d'Okefenokee, Barley Barber Swamp, de Great Cypress Swamp et le Grand marais lugubre (Great Dismal Swamp). L'Okefenokee est situé dans l'extrême sud-est de la Géorgie et s'étend légèrement dans le nord-est de la Floride. Le Great Cypress Swamp est principalement situé dans le Delaware, mais s'étend jusqu'au Maryland, dans la péninsule de Delmarva. Le Point Lookout State Park, à la pointe sud du Maryland, contient une grande quantité de marécages et de marais. Le Grand marais lugubre s'étend dans l'extrême sud-est de la Virginie et l'extrême nord-est de la Caroline du Nord. Les deux sont des refuges nationaux pour la faune. Une autre zone marécageuse, le lac Reelfoot, à l'extrême ouest du Tennessee et du Kentucky, a été créée par les séismes de 1811-1812 à New Madrid. Le lac Caddo, la Great Dismal et Reelfoot sont des marécages centrés sur de grands lacs. Les marécages sont souvent appelés bayous dans le sud-est des États-Unis, en particulier dans la région de la côte du golfe.

### Liste de swamps
- Atchafalaya National Wildlife Refuge, Louisiane, États-Unis
- Réserve nationale de Big Cypress, Floride, États-Unis
- Barley Barber Swamp, Floride, États-Unis
- Cache River, Illinois, États-Unis
- Caddo Lake, Texas/Louisiane, États-Unis
- Congaree Swamp, Caroline du Sud, États-Unis
- Everglades, Floride, États-Unis ; un glade est une clairière, un espace ouvert dans une forêt. Parfois, le mot est utilisé dans un sens plus vague, comme dans les zones humides sans arbres des Everglades. Les Everglades incluent des marécages (swamp) de cyprès, et des forêts de mangroves estuariennes, des hammocks de feuillus tropicaux, etc.
- Great Black Swamp, Indiana/Ohio, États-Unis
- Great Cypress Swamp, Delaware et Maryland, États-Unis, aussi connu sous le nom Great Pocomoke Swamp
- Great Dismal Swamp, Caroline du Nord/Virginie, États-Unis
- Great Swamp National Wildlife Refuge, New Jersey, États-Unis
- Green Swamp, Floride, États-Unis
- Green Swamp, Caroline du Nord, États-Unis
- Honey Island Swamp, Louisiane, États-Unis
- Hudson Bay Lowlands, Ontario, Canada
- Limberlost, Indiana, États-Unis
- Louisiana swamplands, Louisiane, États-Unis
- Mingo National Wildlife Refuge, Puxico, Missouri, États-Unis
- Okefenokee Swamp, Georgie/Floride, États-Unis
- Reelfoot Lake, Tennessee/Kentucky, États-Unis
- Pantanos de Centla, Tabasco/Campeche, Mexico
- Texas Swamplands, Texas, États-Unis

### Liste de Bayous
- Bayou Lafourche
- Bayou Terrebonne

## Sumpfwald et bruchwald allemand
L'allemand distingue sumpfwald (forêt marécageuse), une forêt dont le sol est généralement sous eau, mais qui sèche régulièrement ou tous les deux ou trois ans, et Bruchwald en permanence sous l’eau et marécageuse. Auwald (forêt alluviale) se produit dans le contexte des cours d'eau et sont des communautés forestières azonales fortement touchées par les inondations et le niveau élevé des eaux souterraines.

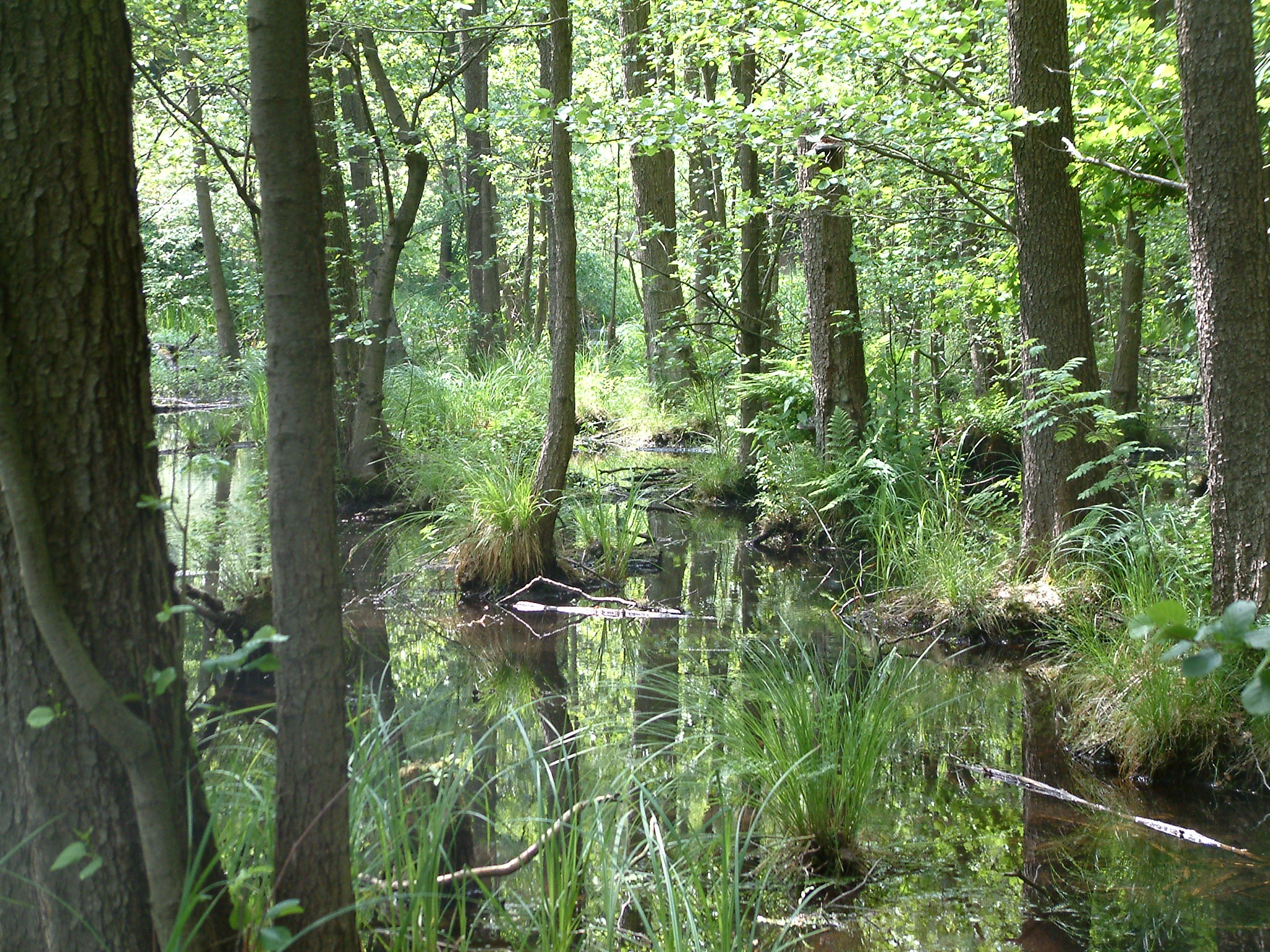
Aulnes noir en Allemagne.
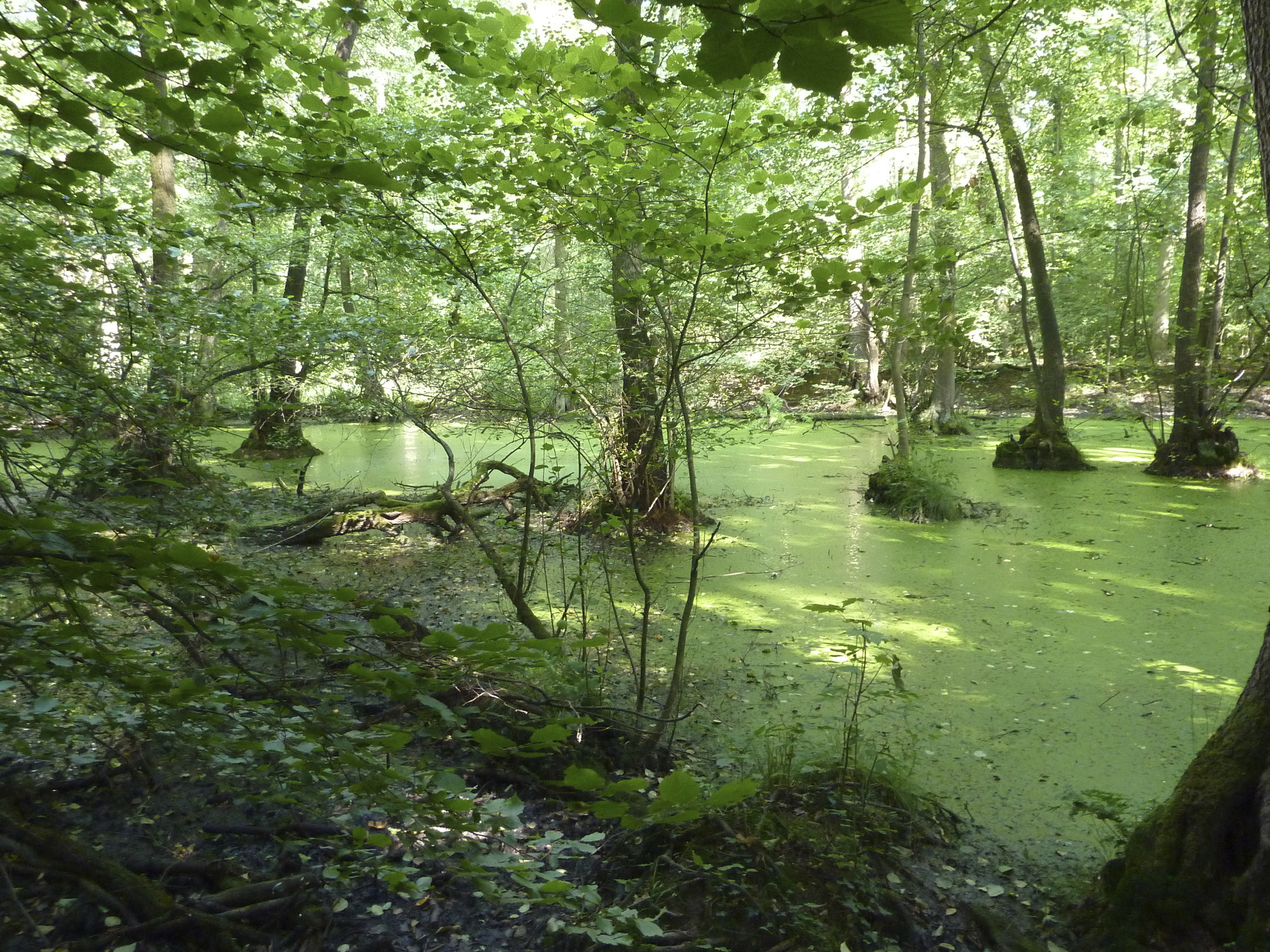
Rohsee, bras mort de Main dans la Frankfurter Stadtwald. Aulnes noirs et la petite lentille d'eau (surface de l'eau verte).
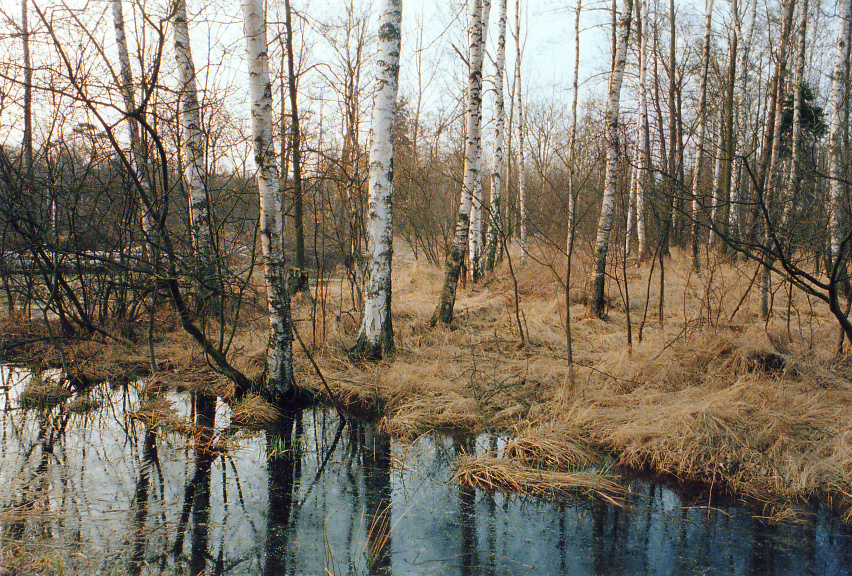
Bouleaux dans le petit Giebelmoor, district de Gifhorn, Basse-Saxe.

## Autres exemples notables de marécages
Les marais swamps peuvent être trouvés sur tous les continents sauf en Antarctique. Le plus grand marécage au monde est la plaine inondable du fleuve Amazone, particulièrement importante pour son grand nombre d'espèces de poissons et d'arbres,,.

### Afrique
Les marécages désignent en Afrique des zones humides couvertes d'une végétation herbacée assez haute. Un swamp est un milieu saturé en eau de manière plus ou moins permanente, avec de l'eau entre la végétation.
Le Sudd et le Delta de l'Okavango,, sont les zones de marais les plus connues d'Afrique. The Bangweulu Floodplains constituent le plus grand marais d'Afrique.
Liste :
- Bangweulu Swamps, Zambie
- Okavango Swamp, Botswana[39],[40],[41]
- Sudd, Soudan du Sud
- Niger Delta, Nigeria
- Mare-aux-Songes, Maurice

### Asie

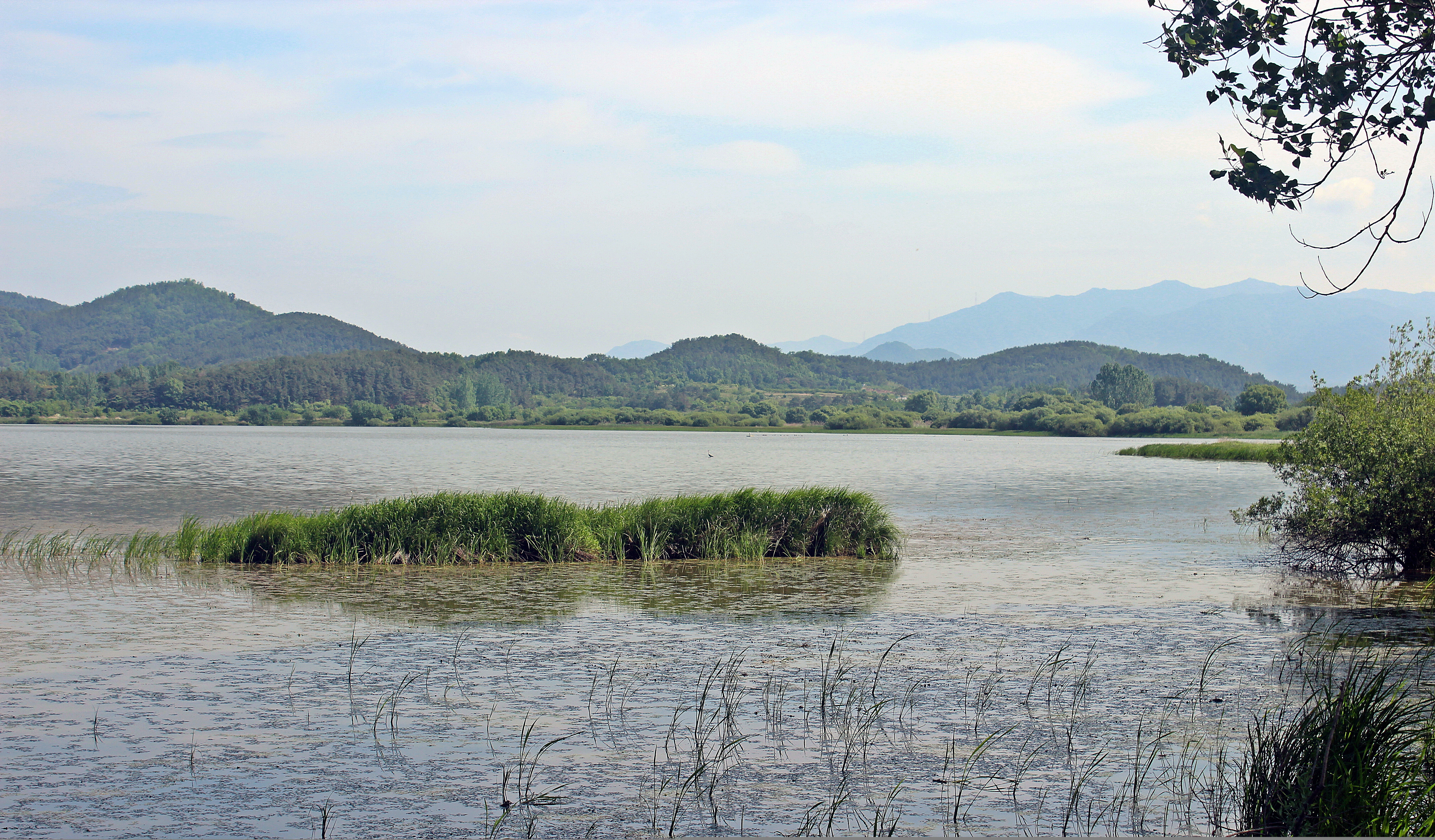
Upo Wetland, un marécage en Corée du Sud. Mai 2018.

En Asie, les marécages de tourbe tropicaux sont situés sur le continent, l’Asie de l’Est et le Sud-Est. En Asie du Sud-Est, les tourbières se trouvent principalement dans les zones côtières et sous-côtières de faible altitude et s'étendent sur plus de 100 km à l'intérieur des terres, le long des vallées des rivières et des bassins versants. On les trouve principalement sur les côtes de Sumatra Est, Kalimantan (provinces de Kalimantan Centre, Est, Sud et Ouest), Papouasie occidentale, Papouasie-Nouvelle-Guinée, Brunei, Malaya Péninsulaire, Sabah, Sarawak, Sud-est de la Thaïlande et Philippines. L'Indonésie possède la plus grande superficie de tourbières tropicales. Sur les 440 000 km2 de tourbières tropicales, environ 210 000 km2 se trouvent en Indonésie (Page, 2001; Wahyunto, 2006)[réf. incomplète].
Le marais de Vassiougan est un grand marais dans l'ouest Sibérie zone de la Russie. C'est l'un des plus grands swamp du monde, couvrant une superficie plus grande que la Suisse.
Les plus grandes zones humides du monde comprennent d'importantes zones de marécages, telles que les bassins de l'Amazone et du fleuve Congo.
- Asmat Swamp, Indonésie
- Candaba Swamp à Apalit and Candaba, Pampanga and Pulilan, Bulacan, Philippines
- Mangrove Swamp à Karachi, Pakistan
- Myristica Swamp à Ghats occidentaux, Inde
- Ratargul Swamp Forest à Sylhet, Bangladesh
- Sundarbans en Inde et Bangladesh[42]
- Marais de Vassiougan, Russie

### Europe
- Marais du Pripiat, Biélorussie
- Šúr, Slovaquie
- Valmayor reservoir, Espagne

### Amérique du Sud
- Forêt de varzea
- Igapo
- Lahuen Ñadi, Chili
- Pantanal[43], Brésil, Bolivie et Paraguay
- Delta du Paraná, Argentine
- Esteros del Iberá, Argentine
- Bassin amazonien, Brésil
- Caribbean Lowlands, Colombie